# Dipesh Chakrabarty
Dipesh Chakrabarty (Calcutá, 1948) é um historiador indiano, lembrado principalmente pelas suas contribuições para a teoria pós-colonial e para os estudos subalternos. Atualmente é professor de História no Lawrence A. Kimpton Distinguished Service. Recebeu o Prêmio Toynbee em 2014, que leva o nome de Arnold J. Toynbee, e reconhece os cientistas sociais por importantes contribuições acadêmicas e sociais à humanidade.

## Contribuições
Chakrabarty é conhecido pelas suas contribuições na área das Ciências Humanas, principalmente no que diz respeito aos estudos pós-coloniais e estudos subalternos. Seus livros Repensando a História da classe trabalhadora (1989) e Provincializando a Europa (2000) desenvolvem a perspectiva de que  ideias desenvolvidas pelos europeus, alegadas como universais, na verdade pertenciam a um contexto cultural específico, sendo conceitualmente e empiricamente limitadas. Entre essas ideias denunciadas pelo indiano, está o historicismo, a razão, e a própria ideia de humano que os pensadores europeus sustentaram. O pretenso "distanciamento científico" europeu também possibilitou que se construísse a sensação de universalidade desses conceitos. Para Chakrabarty, ao analisar os povos colonizados, deveríamos nos distanciar da concepção de um tempo secular histórico, e da concepção de modernidade que totaliza as experiências de todos os povos em um só povo, o europeu. Para isso, o pensador colocou em foco as manifestações culturais e religiosas autônomas do povo indiano, analisando-as em seu cotidiano e como parte essencial de sua historicidade.
Nesse sentido, a subalternidade diz respeito a subordinação teórica dos povos colonizados em relação aos europeus, ou seja, como os últimos sentem-se a vontade para universalizar termos sem verificar as experiências individuais dos povos colonizados, na medida em que os não-ocidentais continuam a se utilizar de seus conceitos e ideias de forma ativa. Assim, a história universal é entendida como uma extensão do imperialismo europeu.